# برنگ کابلی
برنگ کابلی (نام علمی: Embelia ribes) نام یک گونه از تیره پامچالیان است. به آن برنج کابلی، بی‌رنگ و برنق هم گفته شده است. به هندی آن را «ببرنگ» می‌گویند.
برنگ کابلی گیاهی است پایا با ساقه‌های چوبی. میوه‌های آن سخت، کوچک، مدور به رنگ قرمز تیره در ابعاد کوچک‌تر از فلفل، گوشتی و به شکل خوشه است.